# Freimann-Moschee
Die Freimann-Moschee wurde von 1967 bis 1973 als siebente Moschee in Deutschland und erste Moschee in Bayern im Ortsteil Fröttmaning des  Münchner Stadtbezirks Schwabing-Freimann erbaut.

## Geschichte
Als Ende März 1956 Nuredin Namangani, usbekischer ehemaliger SS-Offizier und Imam des „Osttürkischen Waffenverbandes“, nach Deutschland zurückkehrte, engagierte er sich für den Bau einer Moschee in München und der Betreuung der in Deutschland gebliebenen ehemaligen muslimischen Kämpfer aus Wehrmacht und SS. Dessen Pläne wurden von Harun-el-Raschid unterstützt, der sich 1958 schriftlich an Theodor Heuss wandte, Namanganis „Liebe für Deutschland“ betonte und dass dieser ein „wahrhaft treuer Freund Deutschlands“ sei. Es würde den Muslimen in Deutschland eine politisch freie Moschee fehlen, die eine würdige religiöse und kulturelle Zentrale in Deutschland sei, wie es in den anderen westlichen Ländern bereits wäre.
Die Grundsteinlegung erfolgte am 6. Oktober 1967, die Einweihung am 24. August 1973. Die Bauarbeiten kamen schnell aufgrund fehlender finanzieller Mittel ins Stocken. 1968 standen Moschee und Kulturzentrum erst im Rohbau. Das erste Ramadan-Fest fand am 20. November 1971 in der noch unvollendeten Moschee statt. 1973 schoss schließlich Libyen die zur Fertigstellung fehlenden Gelder zu. Die Baukosten von rund 3 Millionen D-Mark wurden von vierzehn islamischen Staaten finanziert, davon kamen 1,6 Millionen aus Libyen. Die Planung wurde von Architekt Osman Edip Gürel zusammen mit seiner Frau, der Innenarchitektin Necla Gürel, durchgeführt. Die Moschee wurde als parabelförmige Schalenkonstruktion mit freistehendem, 33 Meter hohen Minarett ausgeführt. Bauherr und Träger ist die Islamische Gemeinschaft in Deutschland e. V., kurz IGD. Der Gebetssaal fasst 450 Personen, davon 100 auf der Frauengalerie.

## Bedeutung
Als Sitz des Islamischen Zentrums München spielte die Moschee eine wesentliche Rolle für den politischen Islam in Europa und wird daher zu den bedeutendsten Moscheen überhaupt gezählt. Ursprünglich sollte sie im Kalten Krieg nach gemeinsamen Plänen Gerhard von Mendes und des Bundesnachrichtendienstes als Verbindung zur islamischen Welt fungieren, um den Sowjetkommunismus politisch zu schwächen. Mit Unterstützung des US-Geheimdienstes CIA setzte sich schließlich die Muslimbruderschaft um Said Ramadan gegen die deutschen Pläne durch und übernahm die Leitung des Moscheebau-Projekts. Die Moschee wurde zum Anlaufpunkt für Muslimbrüder aus aller Welt. Auch Mahmud Abouhalima, einer der Drahtzieher des Bombenanschlags auf das World Trade Center 1993, besuchte die Freimann-Moschee regelmäßig. Wie später Mamduh Mahmud Salim, genannt Abu Hadscher, ein enger Vertrauter Osama bin Ladens, suchte er regelmäßig den Kontakt zum dortigen Imam Ahmed al-Khalifa. Mehrfach war die Moschee in den vergangenen Jahren Ziel polizeilicher Razzien und Ermittlungen wegen vermuteter krimineller Handlungen zugunsten islamistischer Bestrebungen.